# コンマ圏
圏論においてコンマ圏（こんまけん、英: comma category）とは、圏の構成法の一つを言う。特定の構成はスライス圏（slice category）とも呼ばれる。コンマ圏という名称は1963年にウィリアム・ローヴェアが句読点コンマにちなんで使用した表記に由来する。
普遍性、極限、余極限を含む幾つかの概念は、コンマ圏として扱うことができる。

## 定義
圏を C, D, E、関手を S : D → C, T : E → C とする。

### 下方の対象からなる圏
圏 C の対象を b とする。b の下方の対象からなる圏（the category of objects under b）とは、b をドメインとする射 f : b → c を対象、コドメイン間の射 h : c → c' を射とする圏である。
形式的には、b の下方対象からなる圏 (b↓C) とは、b をドメインとする射 f : b → c とそのコドメイン c との組 <f,c> を対象、射 h : <f,c> → <f',c'> は C の射 h : c → c' で h・f = f' を満たすものからなる圏である。

### 上方の対象からなる圏
圏 C の対象を a とする。a の上方の対象からなる圏（the category of objects over a）とは、a をコドメインとする射 g : d → a を対象、ドメイン間の射 k : d' → d を射とする圏である。
同じく形式的には、a の上方対象からなる圏 (C↓a) とは、a をコドメインとする射 g : d → a とそのドメイン d との組 <d,g> を対象、射 k : <d,g> → <d',g'> は C の射 k : d' → d で g・k = g' を満たすものからなる圏である。スライス圏（slice category）とも呼ばれ、(C↓a) の代わりに C/a と表記される。

### 関手の下方の対象からなる圏
圏 C の対象を b とする。b の S-下方の対象からなる圏（the category of objects S-under b；(b↓S) ）とは、b をドメインとする射 f : b → S d とそのコドメインの元となる対象 d との組 <f,d> を対象、コドメインの元となる対象間の射 h : d → d' で f' = S h・f を満たすものを射 h : <f,d> → <f',d'> とする圏である。

### 関手の上方の対象からなる圏
圏 C の対象を a とする。a の T-上方の対象からなる圏（the category of objects T-over a；(T↓a) ）とは、a をコドメインとする射 g : T e → a とそのドメインの元となる対象 e との組 <e,g> を対象、ドメインの元となる対象間の射 k : e → e' で g = g'・T k を満たすものを射 k : <e,g> → <e',g'> とする圏である。

### 一般形：コンマ圏
コンマ圏（the comma category；(T↓S) ）とは、圏 C の射 f : T e → S d とドメイン・コドメインの元の圏の対象 e ∈ ObjE, d ∈ ObjD との三組 <e,d,f> を対象、圏 E の射 k : e → e' と圏 D の射 h : d → d' で f'・T k = S h・f を満たすものの組 <k,h> : <e,d,f> → <e',d',f'> を射とする圏である。なお、射の合成 <k',h'>・<k,h> は <k'・k,h'・h> で定義される。